# Ochodaeus decoratus
Ochodaeus decoratus är en skalbaggsart som beskrevs av Gilbert John Arrow 1904. Ochodaeus decoratus ingår i släktet Ochodaeus och familjen Ochodaeidae. Inga underarter finns listade i Catalogue of Life.